# Сирена з «Міссісіпі»
«Сирена з „Міссісіпі“» (фр. «La sirène du Mississipi») — французький фільм режисера Франсуа Трюффо з Жаном-Полем Бельмондо і Катрін Деньов у головних ролях, що вийшов 18 червня 1969 року.

## Сюжет
Головний герой фільму Луї Мае — забезпечена самотня людина. Він живе на острові Реюньйон і є власником тютюнових плантацій і фабрики. Луї знайомиться по листуванню з дівчиною Жюлі Руссель, і вона ось-ось повинна до нього приїхати. Луї зустрічає її з корабля «Міссісіпі». Однак замість Жюлі приїжджає інша дівчина — Маріон Вергано, яка вбила Жюлі і тепер видає себе за неї. Маріон вдається пояснити Луї, чому вона не зовсім схожа на фотографії, які Жюлі висилала Луї. Вона каже, що зі скромності висилала фотографії своєї подруги. Луї вірить їй і, нічого не підозрюючи, все сильніше закохується в неї. Маріон притягує його, мов сирена.
Маріон цікавий не Луї, а його гроші, з якими вона і зникає після весілля. Луї же любить її і хоче знайти. Він зустрічається з сестрою справжньою Жюлі і дізнається всю правду. Тепер він наймає приватного детектива Комолі для того, щоб він знайшов ошуканку. Сам Луї вирушає на Лазурний берег, де і зустрічає Маріон. Він нічого не може вдіяти з собою і знову закохується в неї. Разом вони розтратили гроші, що залишилися.
Через деякий час їх знаходить Комолі і хоче заарештувати Маріон за вбивство Жюлі. Луї не дозволяє йому цього зробити і вбиває детектива. Маріон і Луї ховають тіло убитого і вирушають до Ліона. У пари закінчилися гроші, і Луї продає частку бізнесу свого компаньйона і отримує від нього велику суму. Тепер закохані вирішують втекти до Швейцарії, в Альпи. Маріон намагається зробити ще одну мерзенність — повільно отруїти Луї отрутою для мишей. Він помічає це і хоче втекти, але коли знову бачить Маріон, то знову не може нічого вдіяти з собою і залишається. У підсумку слідує сцена взаємного визнання: Маріон і Луї зізнаються один одному в любові. Тепер у пари з'являється ще одна, третя спроба почати любовні стосунки спочатку.

## У ролях
- Жан-Поль Бельмондо — Луї Мае
- Катрін Денев — Жюлі Руссель/Маріон Вергано (Бердамо)
- Мішель Буке — приватний детектив Комолі
- Неллі Боржо — Берта Руссель
- Марсель Бербер — Жардін
- Ролан Тіно — Рішар
- Ів Друе — детектив
- Мартін Ферр'єр — домовласниця

## Знімальна група
- Режисер — Франсуа Трюффо
- Сценарій — Корнелль Вулріч, Франсуа Трюффо
- Продюсер — Марсель Бербер
- Оператор — Дені Клерваль
- Композитор — Антуан Дюамель
- Художник — Клод Піньо
- Монтаж — Аньєс Гіймо